# Гинтовт, Степан Иванович
Степан Иванович Гинтовт (1861 — не ранее 1919) — российский педагог, антиковед. Действительный статский советник.

## Биография
Родился 21 августа (2 сентября) 1861 года в Гродно.
В 1879 году с золотой медалью окончил 1-ю Санкт-Петербургскую гимназию и поступил в Санкт-Петербургский историко-филологический институт, окончив классическое отделение которого, 5 сентября 1883 года стал преподавать древние языки в Кронштадтской гимназии, а с 15 ноября того же года стал ещё преподавать русский язык в приготовительном классе 4-й Санкт-Петербургской прогимназии.
С 1 января 1884 года стал преподавать в гимназии при Санкт-Петербургском историко-филологическом институте; сначала был сверхштатным преподавателем латинского языка, 12 января 1893 года был утверждён в должности наставника-руководителя по латинскому языку; с 1 сентября 1895 по 2 августа 1910 года вёл практические занятия по латинскому языку со студентами 2-го курса института.
С 15 января 1885 года состоял штатным преподавателем в 5-й Санкт-Петербургской гимназии, затем — в Введенской гимназии.
Был окружным инспектором Московского учебного округа; 1 января 1912 года был произведён в чин действительного статского советника. Состоял почётным мировым судьёй Белевского уезда Тульской губернии.
Редактировал отдельные номера издания «Спутник экскурсанта», затем был редактором культурно-исторического журнала для семьи и школы «Хождение по Руси и за рубеж. Экскурсионный вестник». С 1914 по 6 мая 1917 года — председатель центральной экскурсионной комиссии.
В 1919 году упоминается как С. Дзевятловский (Гинтовт).

## Награды
- орден Св. Станислава 2-й ст. (1896)
- орден Св. Анны 2-й ст. (1900)
- орден Св. Владимира 3-й ст. (1914).